# Амстердамская утка
Амстердамская утка (лат. Mareca marecula) — вымерший вид нелетающих птиц из семейства утиных (Anatidae), эндемик острова Амстердам. Известен только по находкам костей.

## История изучения
В 1696 году Уильям де Вламинг видел на острове неких «четвероногих животных», которые в реальности отсутствуют в его фауне. Возможно, это было наблюдение амстердамских уток, которые ввиду небольших размеров и преимущественно наземного образа жизни могли напоминать движениями небольшого зверька. До 1874 года натуралисты не посещали Амстердам. К тому времени остров был заселён крысами, сбежавшими с посещающих его кораблей, а утка вымерла.
Первые кости, обнаруженные в 1955—1956 годах, были ошибочно идентифицированы, как останки чирка-трескунка, к которому амстердамская утка близка размерами. В 1987 году были найдены кости, как минимум, 33 особей, которые отлично сохранились. Утка имела маленький клюв, как у свиязи, а сильные ноги и слабые крылья говорили о том, что она была нелетающей, а также, вероятно, плохо плавала (на острове нет крупных водоёмов, а на побережье амстердамская утка не встречалась). Однако научное описание было составлено только в 1996 году, вид был назван Anas marecula, по названию подрода, к которому относилась и свиязь. Ныне оба вида выделяют в род Mareca.

## Сходный вид
2 февраля 1793 года на острове Сен-Поль исследователь Джон Бэрроу заметил присутствие «маленькой коричневой утки, немногим больше дрозда», которая была «любимой пищей пяти живущих на острове зверобоев». Так как остров Амстердам расположен в 80 км от Сен-Поля, вероятнее всего, речь идёт о другом виде, также нелетающем, но ископаемых останков этого вида на острове Сен-Поль пока не найдено.